# François Bonlieu
François Pierre Philippe Bonlieu (Juvincourt-et-Damary, 21 marzo 1937 – Nizza, 18 agosto 1973) è stato uno sciatore alpino francese, campione olimpico e iridato nello slalom gigante a Innsbruck 1964.

## Biografia

### Carriera sciistica
Sciatore polivalente con maggior propensione alla prove tecniche, François Bonlieu era fratello di Édith, a sua volta sciatrice alpina; fu soprannominato "Il piccolo principe delle nevi" da Serge Lang su L'Équipe e gareggiò per il club Contamines-Montjoie e poi per il Club des Sports de Chamonix-Mont-Blanc.

#### Stagioni 1952-1959
Talento precoce, entrò nella nazionale francese ad appena 15 anni e a 17 esordì ai Campionati mondiali: ad Åre 1954 conquistò la medaglia d'argento nello slalom gigante e si classificò 6º nello slalom speciale. Nella stessa stagione vinse lo slalom speciale dell'Otto Furrer Cup (Zermatt, 19-21 marzo). Nel 1956 si piazzò 2º in slalom speciale all'Internationalen Adelbodner Skitage (Adelboden, 2-3 gennaio) a ai successivi VII Giochi olimpici invernali di Cortina d'Ampezzo 1956 (26 gennaio-5 febbraio), suo esordio olimpico, fu 9º nello slalom gigante, la sola gara nella quale prese il via; nel prosieguo della stagione si classificò 2º nello slalom speciale e 3º nella combinata del trofeo Ruben Blan (Sankt Moritz, 17-19 febbraio).
Nel 1957 si piazzò 3º sia nello slalom speciale sia nella combinata del trofeo dell'Hahnenkamm (Kitzbühel, 19-20 gennaio); l'anno dopo ai Mondiali di Badgastein 1958 (2-9 febbraio) conquistò la medaglia di bronzo nello slalom gigante e fu 8º nella discesa libera, al trofeo Arlberg-Kandahar (Sankt Anton am Arlberg, 7-9 marzo) si classificò 2º nello slalom speciale e nello slalom gigante di Gurgl si piazzò 3º (27 aprile). Nel 1959 vinse lo slalom speciale dell'Arlberg-Kandahar (Garmisch-Partenkirchen, 6-8 febbraio), fu 3º nello slalom speciale e 2º nella combinata della 3-Tre (Madonna di Campiglio, 13-15 febbraio), vinse lo slalom speciale del Grand Prix de Chamonix (Chamonix, 20-21 febbraio), dove si classificò anche 3º nella combinata, e gli slalom giganti del Grand Prix du Savoie (Courchevel/Méribel, 8-10 aprile) e di Obergurgl (26 aprile).

#### Stagioni 1960-1964
Nel 1960 si piazzò 3º nello slalom speciale della Coupe Émile Allais (Megève, 22-24 gennaio) e ai successivi VIII Giochi olimpici invernali di Squaw Valley 1960 (19-27 febbraio) fu 11º nello slalom gigante e non completò lo slalom speciale; nel prosieguo della stagione vinse lo slalom speciale degli International American Championships (Stowe, 11-13 marzo), all'Arlberg-Kandahar (Sestriere, 1-3 aprile) si classificò 3º nella discesa libera, nello slalom speciale e nella combinata e all'Otto Linher Memorial (Zürs, 10 aprile) si piazzò 3º nello slalom gigante. Nel 1961 fu 3º nella combinata del Grand Prix du Chamonix (Chamonix, 23-26 febbraio) e vinse la Coppa Grischa (Davos/Lenzerheide/Sankt Moritz, 28 febbraio-3 marzo) e lo slalom speciale del Grand Prix du Savoie (Méribel, 22-23 marzo); nella successiva stagione 1961-1962 si classificò 3º nello slalom speciale del Criterium de la première neige (Val-d'Isère, 14-17 dicembre) e ai Mondiali di Chamonix 1962 non completò lo slalom speciale, l'unica gara nella quale prese il via.
Nella stagione 1962-1963 si aggiudicò lo slalom speciale del Criterium de la première neige (Val-d'Isère, 12-16 dicembre), si piazzò 3º in quello della Coupe Émile Allais (Megève, 25-27 gennaio), 2º in quello pre-olimpico di Innsbruck (17 febbraio) e vinse quelli della Kleinwalsertal (24 febbraio), dell'Arlberg-Kandahar (Chamonix, 8-10 marzo), dove s'impose anche nella combinata, e di Bad Hindelang (14 aprile). Anche nella successiva stagione 1963-1964 vinse lo slalom speciale di Bad Hindelang (6 gennaio); il coronamento della sua carriera fu il titolo di campione olimpico e iridato nello slalom gigante ai IX Giochi olimpici invernali di Innsbruck 1964 (29 gennaio-9 febbraio) e nella stessa rassegna si classificò anche 15º nella discesa libera e non concluse lo slalom speciale. Si ritirò nel 1965 e disputò le sue ultima gare al trofeo Hahnenkamm di Kitzbühel (22-24 gennaio).

### Morte
Trovato privo di sensi sulla Croisette di Cannes la notte tra 16 e il 17 agosto 1973 in seguito a una colluttazione, morì la mattina del 18 agosto all'ospedale di Nizza dove era stato ricoverato.

## Palmarès

### Olimpiadi
- 1 medaglia, valida anche ai fini dei Mondiali:
  - 1 oro (slalom gigante a Innsbruck 1964)

### Mondiali
- 2 medaglie, oltre a quella conquistata in sede olimpica:
  - 1 argento (slalom gigante a Åre 1954)
  - 1 bronzo (slalom gigante a Bad Gastein 1958)

### Classiche
Arlberg-Kandahar
- 3 vittorie (slalom speciale a Garmisch-Partenkirchen 1959; slalom speciale, combinata a Chamonix 1963)

Coppa Grischa
- 1 vittoria (a Davos/Lenzerheide/Sankt Moritz 1961)

Criterium de la première neige
- 1 vittoria (slalom speciale a Val-d'Isère 1962)

Grand Prix de Chamonix
- 1 vittoria (slalom speciale a Chamonix 1959)

Grand Prix du Savoie
- 2 vittorie (slalom gigante a Courchevel/Méribel 1959; slalom speciale a Méribel 1961)

Otto Furrer Cup
- 1 vittoria (slalom speciale a Zermatt 1954)

### Campionati francesi
- 4 ori (slalom gigante nel 1958; slalom gigante, slalom speciale, combinata nel 1959[senza fonte]

## Riconoscimenti
A Bonlieu è stata intitolata una pista a Les Contamines-Montjoie, lo Stade de slalom François Bonlieu; nel 2019 gli è stato assegnato postumo il premio Gloire du sport.